# 米哈尔德
米哈尔德，是匈牙利佐洛州所辖的一个村，总面积21.64平方公里，总人口882，人口密度40.8人/平方公里（2010年1月1日）。